# Thecla rugatus
Thecla rugatus är en fjärilsart som beskrevs av Druce 1907. Thecla rugatus ingår i släktet Thecla och familjen juvelvingar. Inga underarter finns listade i Catalogue of Life.